# Грчка на Европском првенству у атлетици у дворани 1970.
Грчка је учествовала на 1. Европском првенству у дворани 1970 одржаном у Бечу, Аустрија, 14. и 15. марта. У првом учешћу на европским првенствима у дворани репрезентацију Грчке представљао је један атлетичар који се такмичио у скоку мотком.
На овом првенству Грчка није освојила ниједну медаљу. У табели успешности према броју и пласману такмичара који су учествовали у финалним такмичењима (првих 8 такмичара) Грчка је једним такмичарем и 5 бодова. делила 17. место са Белгијом, од од 23 земаља које су имале представнике у финалу.. Укупно су учествовале 24 земаље. Једино Турска није имала представника у финалу
| Пл. | Земља | 1. место | 2. место | 3. место | 4. место | 5. место | 6. место | 7. место | 8. место | Бр. фин. Бод. |
| --- | ----- | -------- | -------- | -------- | -------- | -------- | -------- | -------- | -------- | ------------- |
| 17. | Грчка | 0        | 0        | 0        | 1—5      | 0        | 0        | 0        | 0        | 1—5           |

## Резултати

### Мушкарци
| Атлетичар           | Дисциплина  | Лични рекорд | Квалификације | Квалификације | Финале   | Финале | Детаљи |
| Атлетичар           | Дисциплина  | Лични рекорд | Резултат      | Место         | Резултат | Место  | Детаљи |
| ------------------- | ----------- | ------------ | ------------- | ------------- | -------- | ------ | ------ |
| Христод Папаниколау | Скок мотком |              |               |               | 5,00 ЛРС | 4 / 12 |        |